# Tom Faiers
Thomas Patrick Faiers (Cheltenham, 19 mei 1987) is een Engels voormalig wielrenner en triatleet.

## Carrière
Tijdens een trainingskamp in Murcia, waar triatleet Faiers zijn wielrennen wilde verbeteren, besloot hij zich enkel te richten op de wielersport. Als amateur won hij in 2009 de GP San Miguel en de Ronde van Oriente.
Voor het seizoen 2010 tekende hij een contract bij Footon-Servetto. Namens deze ploeg stond hij onder meer aan de start van de Ronde van Vlaanderen, die hij niet uitreed. Vanwege een hartprobleem bleef het voor Faiers bij één seizoen als prof.

## Resultaten in voornaamste wedstrijden
| Jaar | Ronde van Vlaanderen |
| ---- | -------------------- |
| 2010 | opgave               |

## Ploegen
- 2010 –  Footon-Servetto
- 2011 –  Wonderful Pistachios Cycling (vanaf 15-3)

Benítez · 
Brändle · 
Capecchi · 
Capelli · 
Cardoso · 
Celis · 
Cheula · 
Corti · 
Díaz  · 
Durán · 
Eibegger · 
Faiers · 
Felline · 
Gianetti · 
Gutiérrez Gutiérrez · 
Gutiérrez Palacios · 
Margaliot · 
Mata · 
Mayoz · 
Merino · 
Merlo · 
Pedersen · 
Pérez · 
Valls · 
Vitoria · 
Walker
Bennett · Bertrand-Barrett · Coleman · de Jong · Faiers · Farnham · Kwon · Magnell · Martinez · Riquelme · Samaan · Silva